# 結婚学入門
『結婚学入門』（けっこんがくにゅうもん）は、1930年（昭和5年）1月5日公開の日本映画である。松竹キネマ製作・配給。監督は小津安二郎。モノクロ、スタンダード、サイレント、71分。
小津の傾倒するエルンスト・ルビッチ監督の『結婚哲学』を模倣した作品で、倦怠期の夫婦をユーモラスに描いたナンセンス喜劇である。小津が初めてアッパーミドルの階層を扱った作品でもある。松竹の大女優栗島すみ子が小津作品に初主演し、正月映画として帝国館で封切られた。現在、脚本は現存するも、ネガ・プリントは散逸している。

## あらすじ
歯医者の竹林と妻は退屈な結婚生活を送っている。二人は旅行に行き、帰りの列車で竹林は北宮の妻に言い寄るが振られる。北宮は、妻が歯が痛いとこぼすので竹林の診療所を勧める。そして嫉妬と誤解から一騒動が起きるが、結局、北宮夫妻は仲直りするのだった。

## スタッフ
- 監督：小津安二郎
- 脚本：野田高梧
- 原案：大隈俊雄
- 撮影：茂原英雄

## キャスト
- 北宮光夫：斎藤達雄
- その妻寿子：栗島すみ子
- その兄：奈良真養
- 嫂：岡村文子
- 竹林晋一郎：高田稔
- 妻峯子：龍田静枝
- バアのマダム：吉川満子